# Петровское (город)
Петро́вское (укр. Петро́вське) / Петро́во-Красноселье (укр. Петро́во-Красносілля) — город в Луганской области Украины, подчинён городскому совету города Хрустальный. С мая 2014 года город находится под российской оккупацией, до 2022 года формально под контролем управляемой из России марионеточной Луганской Народной Республики.

## Общие сведения
Город Петровское входит в состав Краснолучской (Южно-Луганской) агломерации (конурбации), ядром которой является Красный Луч с городами-спутниками (г. Петровское, Вахрушево, Миусинск) и подчиненными Краснолучскому городскому совету селами и поселками. В состав конурбации с Красный Луч входят также: Антрацит, Свердловск (с городом-спутником Червонопартизанском) и Ровеньки. Экономическая специализация агломерации: угольная промышленность, тяжёлое машиностроение, цветная металлургия, а также химическое производство (Петровское).
Петровскому городскому совету подчинены следующие населённые пункты:
- пгт Фёдоровка
- пос. Буткевич
- пос. Вергулёвское
- село Воскресёновка

## География
Город расположен на вершине Донецкого кряжа, возвышенности юга Восточно-Европейской равнины, которая является водоразделом между Днепром и Доном. Донецкий кряж — древняя разрушенная тектоническая структура к которой приурочены залежи полезных ископаемых, он сложен в основном толщами каменноугольных песчаников, известняков и сланцев, с которыми связаны богатые месторождения каменного угля. На территории кряжа расположен один из крупнейших индустриальных районов, выросший на базе Донецкого угольного бассейна.
В окрестностях города расположена Могила Мечетная — возвышенность (скифский курган), которую принято называть горой. Гора Могила Мечетная (367,1 м над уровнем моря) является высшей точкой Донецкого кряжа и всей Левобережной Украины. На местности она, на первый взгляд, мало примечательна и явно не выделяется из окружающего рельефа. «Перевалом» через гору служит автомобильная дорога, связывающая пгт Ивановку (Антрацитовский район) и Перевальск.
Соседние населённые пункты: сёла Уткино и Воскресеновка, пгт Федоровка и пос. Широкий на северо-западе, посёлки Буткевич и Никитовка на севере, пгт Штеровка и пос. Солнечное на северо-востоке, пос. Степовое на востоке, пгт Ивановка на юго-востоке, посёлки Тамара и Урожайное на юге, Давыдовка и Грушёвое на юго-западе, село Артёма на западе.

## Климат
Климат умеренно континентальный, как и по всему Донбассу. Средняя температура июля + 21ºС, января — −7ºС. Господствующие ветра — восточные и юго-восточные. Местной климатической особенностью является то, что в наиболее возвышенной части Донецкого кряжа (г. Петровское, пгт Ивановка) выпадает максимальное в области среднегодовое количество осадков — более 550 мм. Дожди здесь часто выпадают в виде кратковременных ливней, а снежный покров, как правило, глубже и лежит продолжительнее, чем в других районах области. Весна — солнечная, теплая, сопровождается заморозками. Лето знойное, вторая его половина — сухая. Осень солнечная и теплая.

## История
17 ноября 1895 года император Николай II утвердил разрешение Комитета министров Российской империи о начале деятельности «Франко-Русского общества». В марте 1896 года акционерное общество приступило к строительству химического завода в районе Штеровки, при котором возник рабочий посёлок. Спустя год, Штеровский завод химических продуктов и взрывчатых веществ наладил выпуск своей продукции.
Развитие нового предприятия привело к слиянию заводской инфраструктуры с Петрово-Красносельем и расположенной там ж/д станцией Петровеньки.
В 1920 году селение получило название «посёлок Штеровского динамитного завода» (пос. Штеровский или Завод). В 1926 году был образован Штеровский заводской поселковый Совет рабоче-крестьянских и красноармейских депутатов Краснолучского района Луганского округа. С 1932 по 1935 год он входил в состав существовавшего тогда Краснолучского района Донецкой области. В 1935 году посёлку было присвоено название «посёлка Штеровского завода имени Г. И. Петровского». 3 июня 1938 года была образована Ворошиловградская область, а 8 сентября 1939 года он вошёл в состав образованного Ивановского района.
После начала Второй Мировой войны, в связи с приближением линии фронта в 1941 году химический завод эвакуировали на восток — в Пермь, Соликамск и Стерлитамак. Эвакуацией в Пермь руководил старший мастер завода, комиссар состава — Павлов Тихон Федорович. 2 сентября 1943 года посёлок Петрово-Красноселье с находившейся там ж/д станцией Петровеньки и заводские посёлки были освобождены от немецких оккупантов. 3 января 1944 года советское правительство принимает решение о восстановлении предприятия на прежнем месте — между Петрово-Красносельем (Петровеньки) и Штеровкой.
В 1958 году Ворошиловградская область была переименована в Луганскую область. Решением исполнительного комитета Луганского областного Совета от 27 мая 1959 года посёлок Штеровского завода имени Г. И. Петровского получил новый статус и был переименован в «посёлок городского типа Петровское», а в июне 1959 года снова был организован Краснолучский район.
Решением исполнительного комитета Луганского областного Совета от 4 января 1963 года Петровский поселковый совет (пгт Петровское) формально был отнесен к создававшемуся Петровскому городскому Совету.
23 февраля 1963 года посёлок городского типа Петровское получил статус города и был переименован в «город Петровское» Луганской области. Петровский городской Совет был организован в марте того же года путём объединения поселковых Советов пгт Петрово-Красноселья (Петровеньки) и пгт Петровское (Завод).
В 1974 году здесь действовали мельничный комбинат, завод железобетонных изделий и щебёночный завод.
В январе 1989 года население составляло 16 664 человек, крупнейшими предприятиями являлись мельничный комбинат и завод железобетонных изделий.
В июле 1995 года Кабинет министров Украины утвердил решение о приватизации находившегося здесь совхоза им. Петровского.
В феврале 2002 года было возбуждено дело о банкротстве завода железобетонных изделий.
На 1 января 2013 года население составляло 13 260 человек.
В 2015 году Институт национальной памяти Украины внёс город Петровское в перечень населённых пунктов подлежащих переименованию в соответствии с принятым на Украине законом о декоммунизации. Было предложено переименовать город с возвращением ему исторического названия — Петрово-Красноселье. 19 мая 2016 постановлением Верховной Рады городу возвращено его историческое название. В Луганской Народной Республике, контролирующей город, продолжает использоваться его советское название.
С 2015 года почти вся промышленность города прекратила существование, рынки сбыта продукции ликвидированы.

## Население
В последние десятилетия население города стремительно сокращается. В 1939 году оно составляло 9 900 человек (пос. Штеровского завода имени Г. И. Петровского), в 1959 — 11 639 (пгт. Петровское) и 4249 (пгт. Петрово-Красноселье), в 1974 — 20 500, в 1982 — 17 800, в 1989 — 16 700, в 1998 — 15 200, в 2006 — 14 600, в 2008 — 13 952, в 2011 — 13 500 жителей, в 2020 — 9 952. По переписи 2001 года в городе преобладают украинцы (50,75 %) и русские (46,21 %), имеются татарское (1,71 %) и белорусское (0,61 %) меньшинства.

### Языковой состав
Родной язык населения по данным переписи 2001 года:
| Язык       | Численность, чел. | Доля     |
| ---------- | ----------------- | -------- |
| Украинский | 3 500             | 22,40 %  |
| Русский    | 11 941            | 76,43 %  |
| Другое     | 182               | 1,17 %   |
| Итого      | 15 623            | 100,00 % |

## Промышленность
Основным градообразующим предприятием являлось Химическое казённое объединение имени Г. И. Петровского. Отрасль производства — химическая и нефтехимическая промышленность. Предприятие перерабатывало взрывчатые вещества и все виды бездымных порохов в продукцию для производства промышленных взрывчатых веществ и зарядов для использования их в сейсморазведке, буровзрывных и карьерных работах, а также для нужд оборонного комплекса.
Основной продукцией объединения были: аммонал, аммонит, детониты, взрывчатые вещества, нитроэфиры, нитроэмали, игрушки, изделия бытовой химии, изделия из полиэтилена и пенорезины, линолеум, косметика, светильники. С лета 2014 года предприятие остановило свою работу.
Кроме того, в городе работают два комбината хлебопродуктов, Петровская исправительная колония № 24 (ПИК) и Штеровский исправительный центр (ШИЦ). Петровский завод железобетонных изделий был закрыт. В ландшафтных породах добывают природный камень песчаник — прочный спрессованный кварцит, используемый в строительстве для отделочных работ, чем наносят ужасный вред местным экосистемам. Вокруг города Петровское расположено множество частных шахт (копанок), на которых трудится большое количество жителей.

## Транспорт
Железнодорожная станция Петровеньки на линии Дебальцево — Лихая Донецкой железной дороги.

## Социальная сфера
После распада СССР основные мощности Химобъединения имени Г. И. Петровского постепенно практически остановились, а социальная инфраструктура и коммунальное хозяйство города Петровское пришли в полный упадок. В 2003 году утвержден генеральный план и концепция развития города на 25 лет. Тем не менее, городской парк и баня, заводской профилакторий и общежитие, пионерский лагерь «имени Зои Космодемьянской» были полностью заброшены. В 2006 году была прекращена работа общеобразовательных школ № 16 (Старый центр) и № 18 (Фёдоровка), здания которых разрушаются. В 2007 году остановлена ТЭЦ (в 2011 была полностью демонтирована, осталась только труба), в связи с чем в городе отсутствует система центрального отопления и горячего водообеспечения. В 2008 году закрыт Петровский филиал Шосткинского химико-технологического техникума, здание снесено. В городе снесены несколько детских садов, жилые бараки, дома и общежития, парк аттракционов, а также не введённые в эксплуатацию Дом престарелых и пятиэтажный многоподъездный дом. Неоднократно на грани закрытия оказывалось Коммунальное учреждение «Больница г. Петровское». В итоге, в городе осталась только амбулатория со скорой помощью. Жилищный фонд в аварийном состоянии, много брошенных квартир и дач, на протяжении ряда лет в городе не было полноценного водоснабжения. Всё ещё продолжают работу две общеобразовательные школы, Петровская вспомогательная школа-интернат, профессионально-технический лицей, а также Детская школа искусств, Дворец культуры им. Г. И. Петровского, спортивный комплекс «Кристалл» и библиотека.
Усилиями энтузиастов в городе возрождался краеведческий музей, выходила местная газета «Петровчанка».
Война на Донбассе привела к усугублению и без того затянувшейся депрессии. Также пострадало несколько жилых домов, сгорел крытый рынок, были погибшие. Многие семьи навсегда покинули город. Прекратили работу почти все предприятия города.

## Достопримечательности
- Гора Могила Мечетная — высшая точка Донбасса и Левобережной части Украины.
- Площадь Шаймуратова в старом городе (мемориал и братская могила, место захоронения генерал-майоров Шаймуратова и Дудко).
- Свято-Преображенский храм, кон. XVIII в. (центр Петровского благочиния Ровеньковской епархии УПЦ МП) и Монумент «Скорбящая мать» (братская могила).
- Промышленные сооружения кон. XIX — нач. XX вв., здание заводского управления, водонапорная башня.
- Мемориал петровчанам, погибшим в годы Великой Отечественной войны 1941—1945 гг.
- Сквер башкирских конников с монументальным памятным знаком генерал-майору М. М. Шаймуратову, командирам и бойцам 112-й (16-й гвардейской) Башкирской кавалерийской дивизии.
- Памятные знаки: воинам-интернационалистам, чернобыльцам между домами 2 и 4 по улице Интернациональная и 100-летию со дня основания Химического казённого объединения имени Г. И. Петровского.
- Краеведческий музей (ДК имени Г. И. Петровского).
- Природные ландшафты (дубовые балки, скальные обнажения песчаника, безымянные притоки реки Ольховой).